# Gare de Berlin-Karlshorst
La gare de Berlin-Karlshorst est une gare du quartier berlinois de Karlshorst du même nom dans le quartier de Lichtenberg. Jusqu'en 2017, elle était également utilisé pour le transport régional, depuis lors elle n'est desservie que par les trains S-Bahn de Berlin. C'est un bâtiment classé.

## Histoire

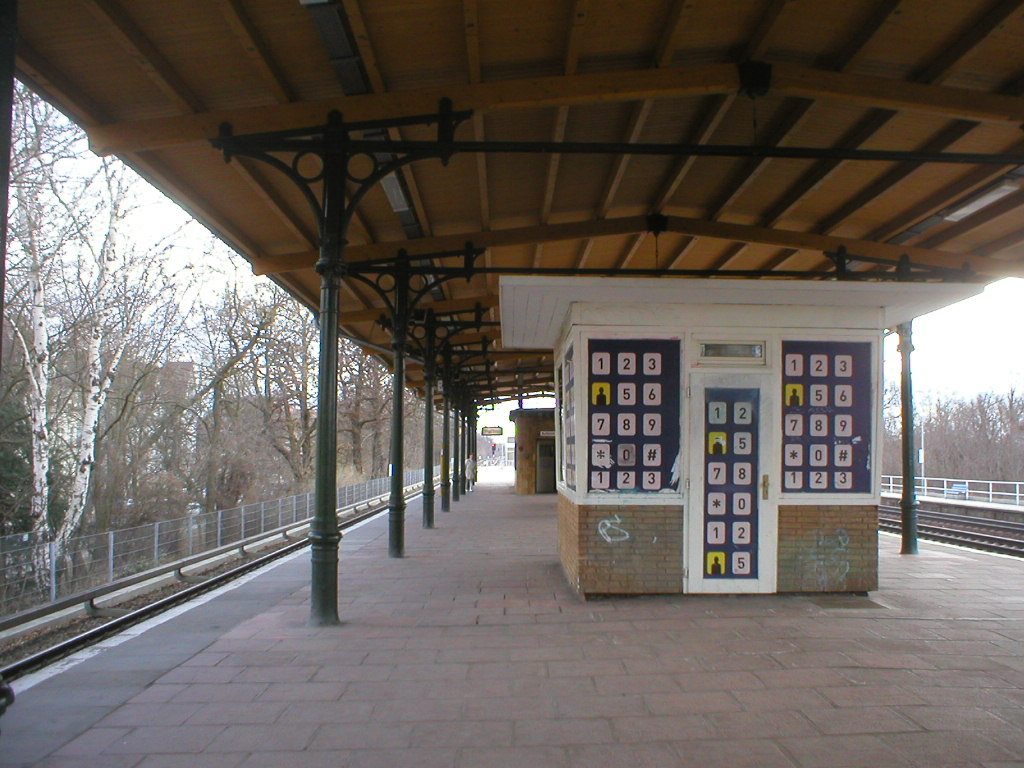
Quai du S-Bahn, avant rénovation en 2018

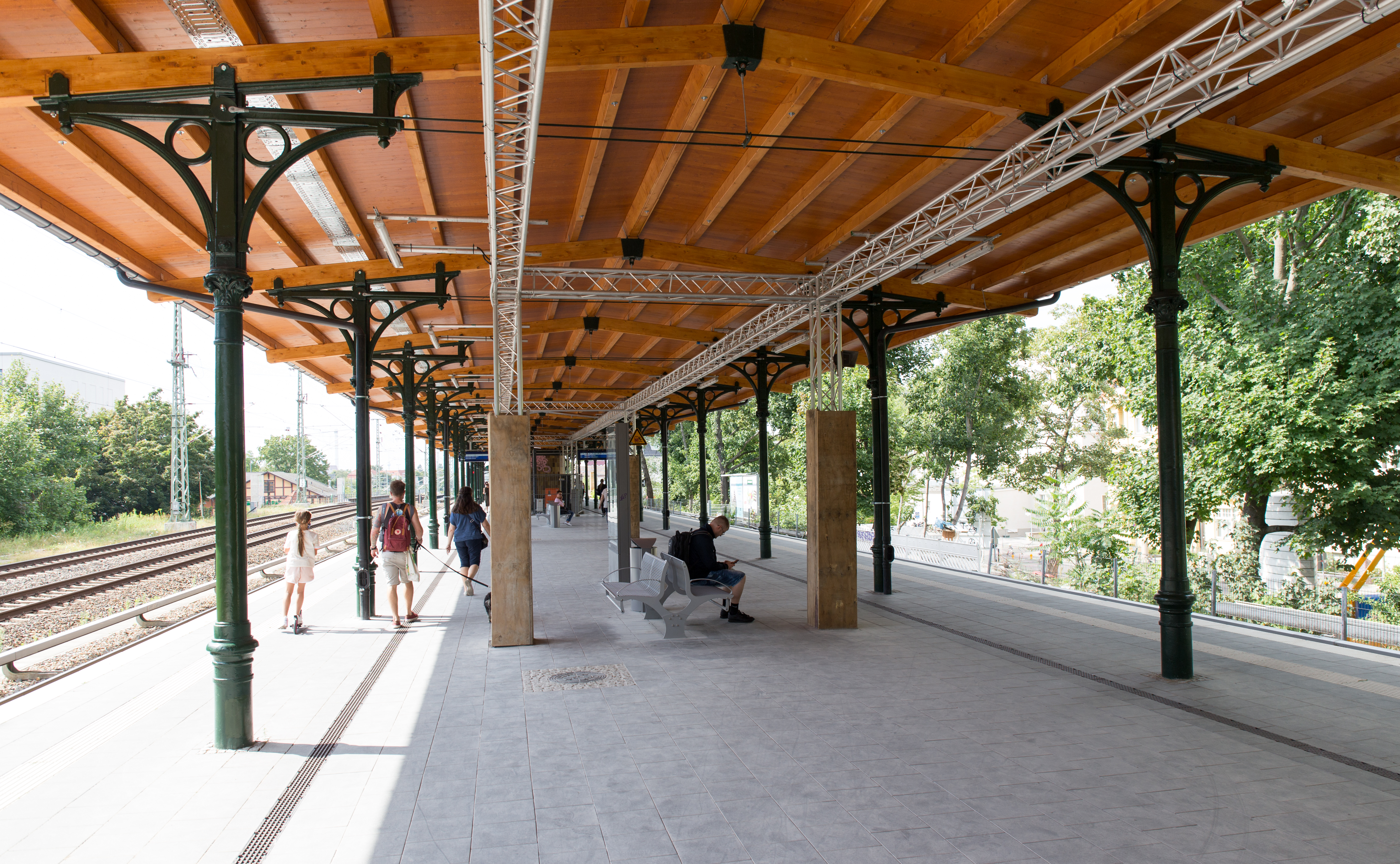
Quai S-Bahn, après rénovation en 2018

### 1892-1894
Depuis 1892, il est prévu de construire une colonie plus grande avec une liaison ferroviaire à proximité du Vorwerk Carlshorst (ancienne orthographe) par le maître d'œuvre Oscar Gregorovius (de), fondateur et maître d'œuvre de la colonie de Karlshorst, mais aussi de construire un hippodrome par l'Association de Steeple-chase de Berlin. Le club a acquis un terrain ici. En 1893, le bureau des opérations ferroviaires de Berlin présente un projet pour la construction d'un arrêt pour l'hippodrome près de Carlshorst. Le nouvel hippodrome de Karlshorst (de) est inauguré le 6 mai 1894. Le même jour, la station de courses de Carlshorst, au sud du tracé de la ligne Basse-Silésie-Marche, est mise en service. C'est une gare terminale avec sept voies, trois quais insulaires et un quai latéral. Le bâtiment d'accueil (aujourd'hui monument classé) n'est achevé qu'après l'ouverture de la gare. Un pavillon de réception séparé est construit à la jonction de la Lehndorffstraße et de la Wandlitzstraße pour les visites de l'empereur.

### 1895-1947
La gare de banlieue de Carlshorst au rez-de-chaussée, à côté de la gare des courses, est inaugurée le 1er  mai 1895. En 1901, la ville et avec elle la gare sont rebaptisées Karlshorst . Lorsque la ligne est surélevée en 1902, le bâtiment d'accueil actuel et le pont sur l'actuel Treskowallee (de) sont construits. En 1928, l'exploitation du S-Bahn électrique commence sur la ligne entre Erkner et Potsdam. Le trafic à la gare, encore largement constitué de visiteurs de l'hippodrome, enregistre ces années-là son plus grand nombre. La gare des courses est devenue superflue et le bâtiment de la gare est utilisé par la Reichsbahn à d'autres fins. La centrale électrique de Berlin-Karlshorst est hébergée ici jusqu'en 1993 ; aujourd'hui, on y trouve un supermarché bio (à partir de 2024). Après la Seconde Guerre mondiale, en juillet 1945, les voies ferrées longue distance de la ligne sont brièvement récalibrées au gabarit large russe. Le dictateur soviétique Staline participe à la Conférence de Potsdam et insiste sur un voyage sans transfert. Le retour à l'écartement standard a lieu en septembre de la même année. Comme la ligne constitue la liaison la plus importante avec l'Union soviétique, les voies longue distance sont épargnées du démantèlement, mais les deux voies de banlieue sont supprimées à titre de compensation. Ce n'est qu'en 1947 que les trains S-Bahn peuvent emprunter les voies nouvellement aménagées et atteindre à nouveau Karlshorst.

### Extension de la gare régionale

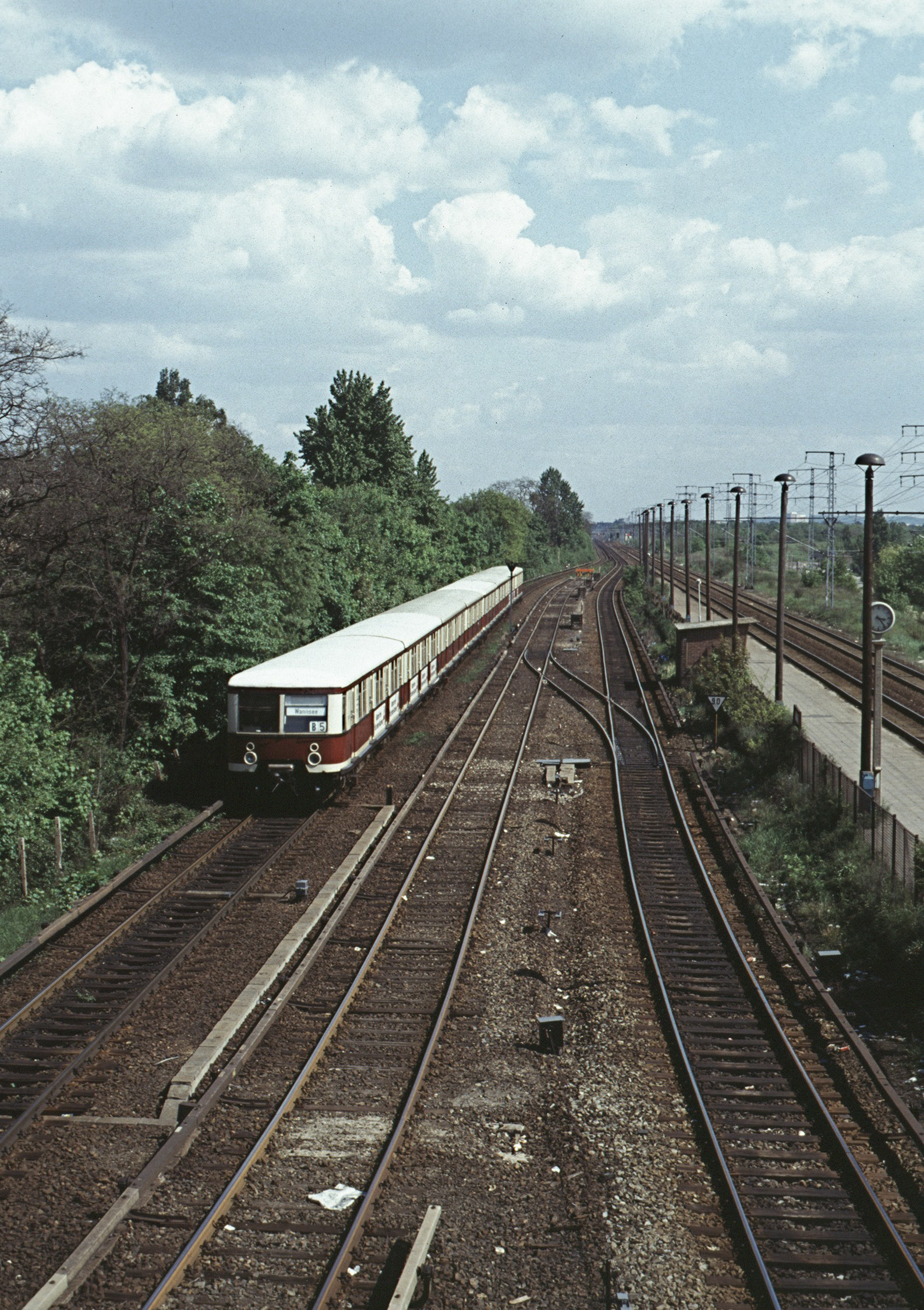
Vue depuis la passerelle piétonne sur la voie du S-Bahn et le quai du train régional du nord, 1991

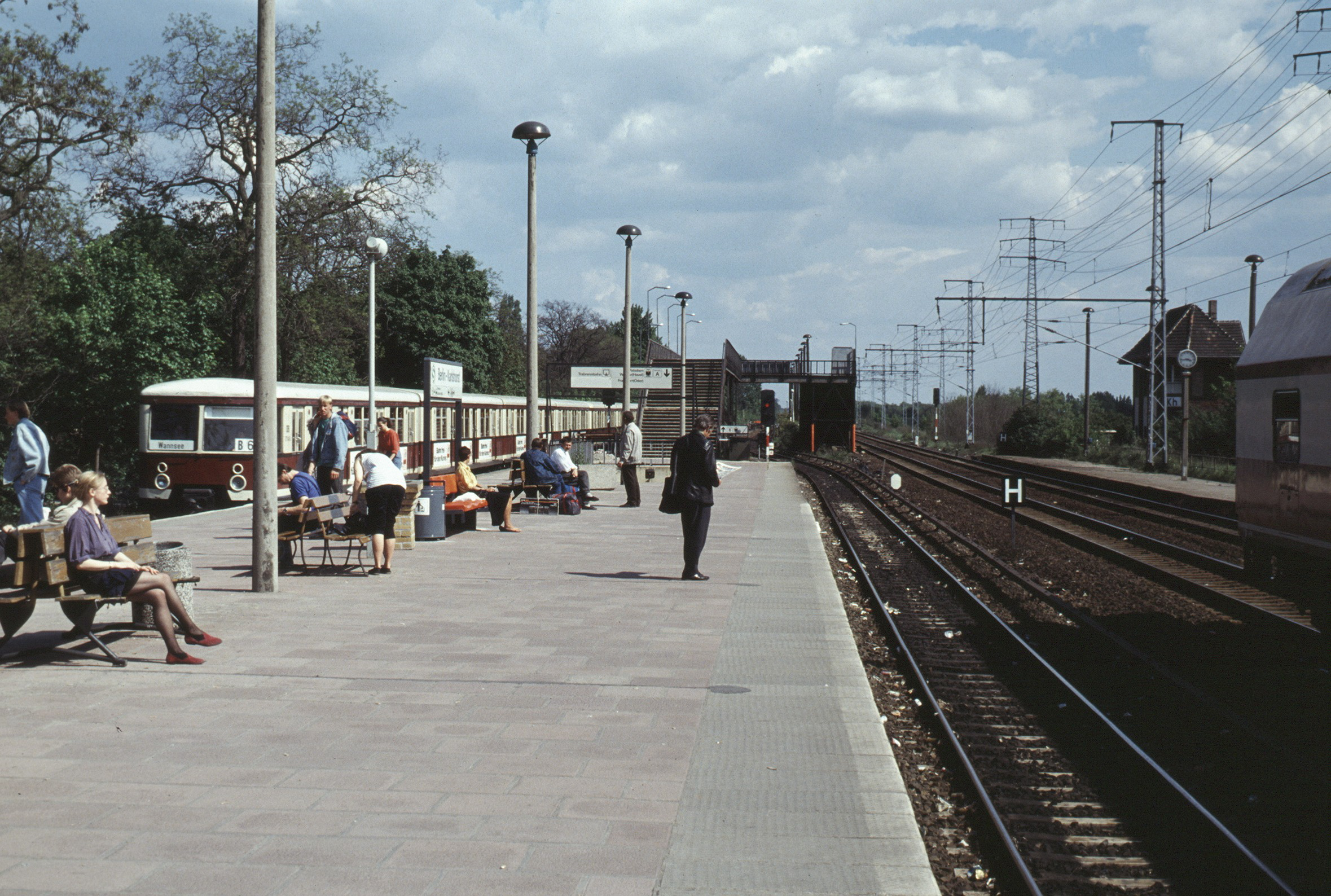
Quai du S-Bahn avec train série 277, passerelle piétonne et quai régional sud, 1991

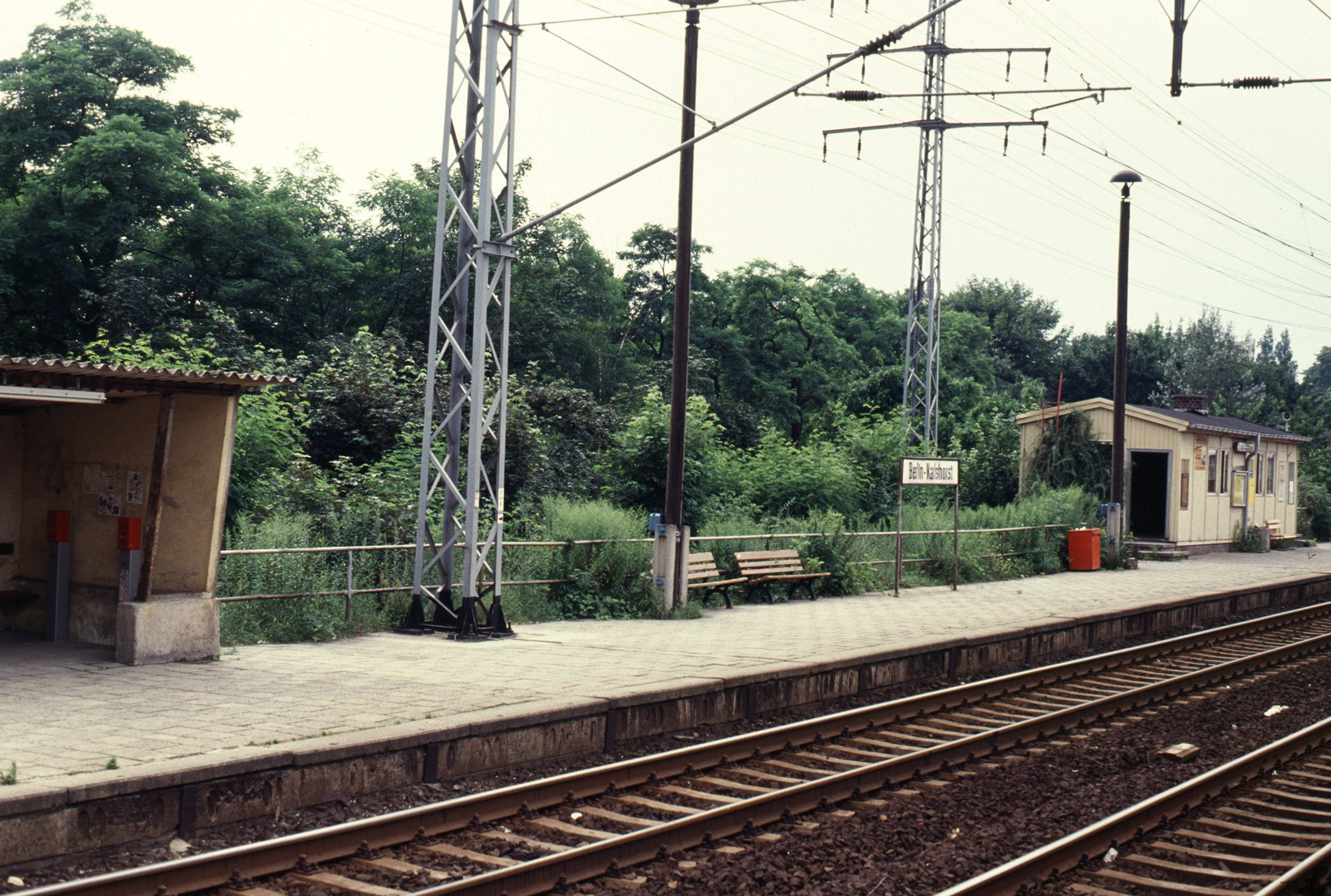
Quai du train régional sud à l'extérieur de la ville, bâtiment d'entrée à l'arrière, 1991

Lorsque les trains du trafic intérieur de la RDA ne traversent plus Berlin-Ouest à partir de 1952, l'gare de l'Est devient pour eux une gare terminus opérationnelle et est donc lourdement chargée. C'est pourquoi il est prévu au début des années 1960 d'agrandir la gare de Karlshorst pour en faire une autre gare ferroviaire longue distance pour Berlin-Est. La station doit être déplacée du sud-est vers le côté nord-ouest de Treskowallee et un plate-forme ferroviaire longue distance de  600 mètres doit être construite. Deux trains doivent pouvoir s'arrêter l'un derrière l'autre sur les deux bords du quai, et des liaisons d'aiguillage doivent être créées au milieu du quai vers les deux voies principales qui passent devant les quais. Le nouveau bâtiment d'accueil de deux étages soit être construit dans la Wandlitzstrasse/Lehndorffstrasse. Un tunnel piétonnier de dix mètres de large entre la Lehndorffstrasse et la Dönhoffstrasse est prévu dans le cadre du système ferroviaire pour accéder au S-Bahn et aux quais des trains longue distance. Seule la plate-forme S-Bahn doit avoir accès depuis Treskowallee. À cet effet, le pont sur le Treskowallee a été élargi. Un bâtiment administratif de huit étages pour la Reichsbahn doit être construit à côté du bâtiment d'accueil,. Le trafic en direction du nord doit être acheminé via une route menant initialement au sud-est jusqu'au périphérique extérieur de la gare de triage de Wuhlheide (de). Les travaux préparatoires correspondants ont déjà lieu, les murs en terre du passage et les culées du pont prévu sur la voie ferrée de Francfort sont conservés. Une route doit être construite sur le tracé de la ligne VnK (de), le long de laquelle le trafic de la gare de l'Est se dirige vers le nord
Après la construction du mur le 13 août 1961, la station se dote d'une plateforme régionale. Étant donné que les trains S-Bahn à destination de Potsdam ne peuvent plus passer par Berlin-Ouest, de nouveaux trains-navette entre Berlin-Est et Potsdam doivent être acheminés via le périphérique extérieur. Karlshorst est la gare la plus adaptée pour ces trains, appelés « Spoutnik (de) ». De plus, à l'époque de la RDA, certains trains à destination de Francfort-sur-l'Oder s'arrêtent à la gare. À certaines époques, Karlshorst est également le terminus de certains trains D lorsque la capacité des autres gares longue distance de Berlin n'est pas suffisante. Cependant, il n'y a aucune connexion depuis les plates-formes temporaires vers le nord et cela n'a pas été possible en raison de l'altitude
Alors que la plate-forme ferroviaire régionale sud, comme la plate-forme S-Bahn, est accessible par un passage souterrain, la plate-forme ferroviaire régionale décalée nord ne peut être atteinte que via un passage à niveau sur la voie sud du S-Bahn jusqu'à la plate-forme S-Bahn. Un pont piétonnier est ensuite construit pour y conduire depuis la plate-forme du S-Bahn

### Modernisation après 1990

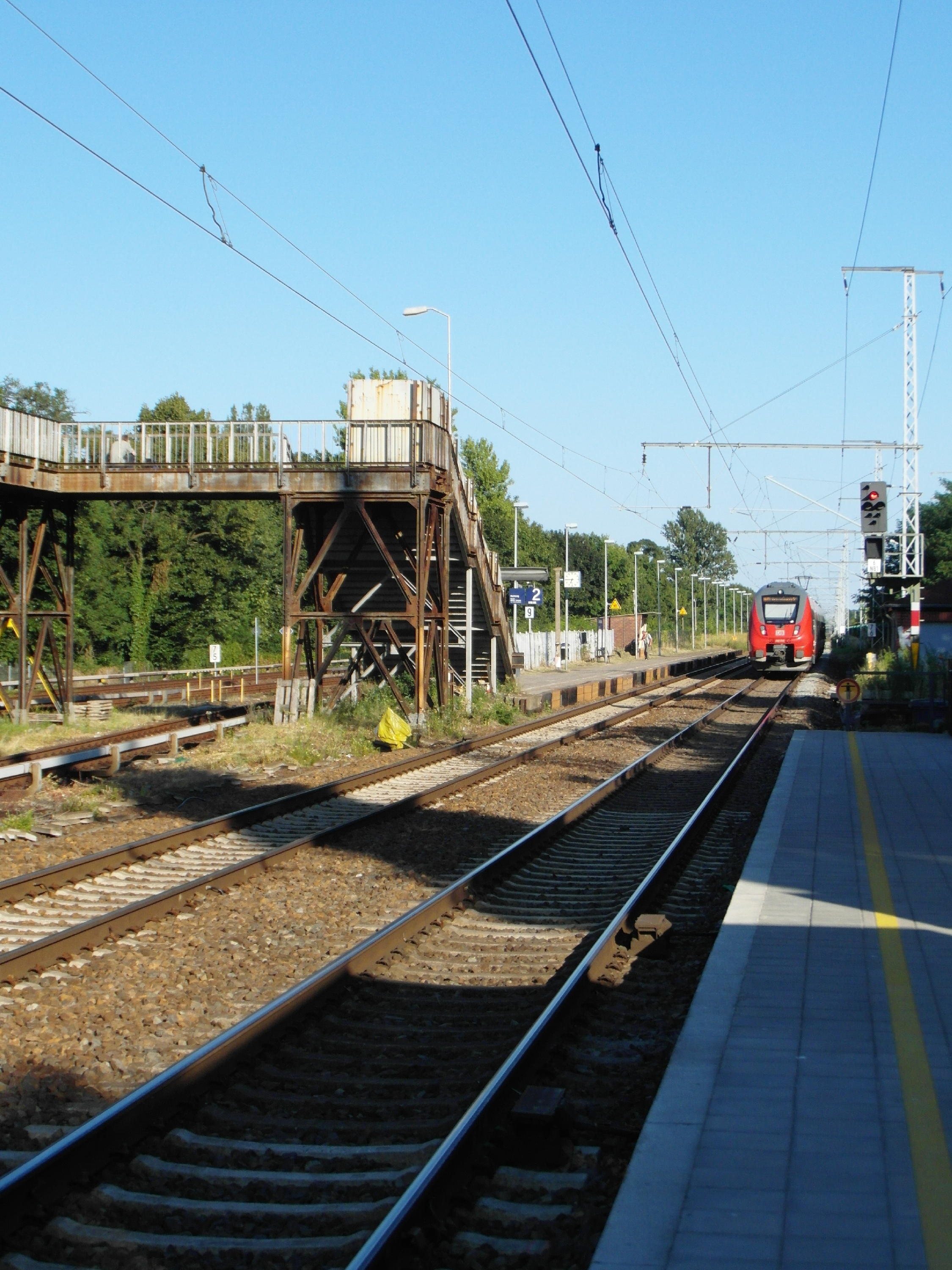
Passerelle piétonne et anciens quais de trains régionaux

La gare régionale reste toujours un aménagement temporaire. Cela est particulièrement évident lors de la liaison avec le quai pour les trains en provenance de l'Est, difficilement accessible via une passerelle piétonne située à l'arrière du quai du S-Bahn. En 2007, la Deutsche Bahn remplace les superstructures ferroviaires longue distance sur le Treskowallee par des ponts auxiliaires en raison de leur vétusté. Entre mai 2010 et mai 2011, le tunnel d'accès Est est prolongé vers le nord jusqu'à la Stolzenfelsstrasse et un petit parvis y est créé, donnant à la gare un accès supplémentaire au quai du S-Bahn. Le coût de 850 000 euros est supporté par l'État de Berlin.

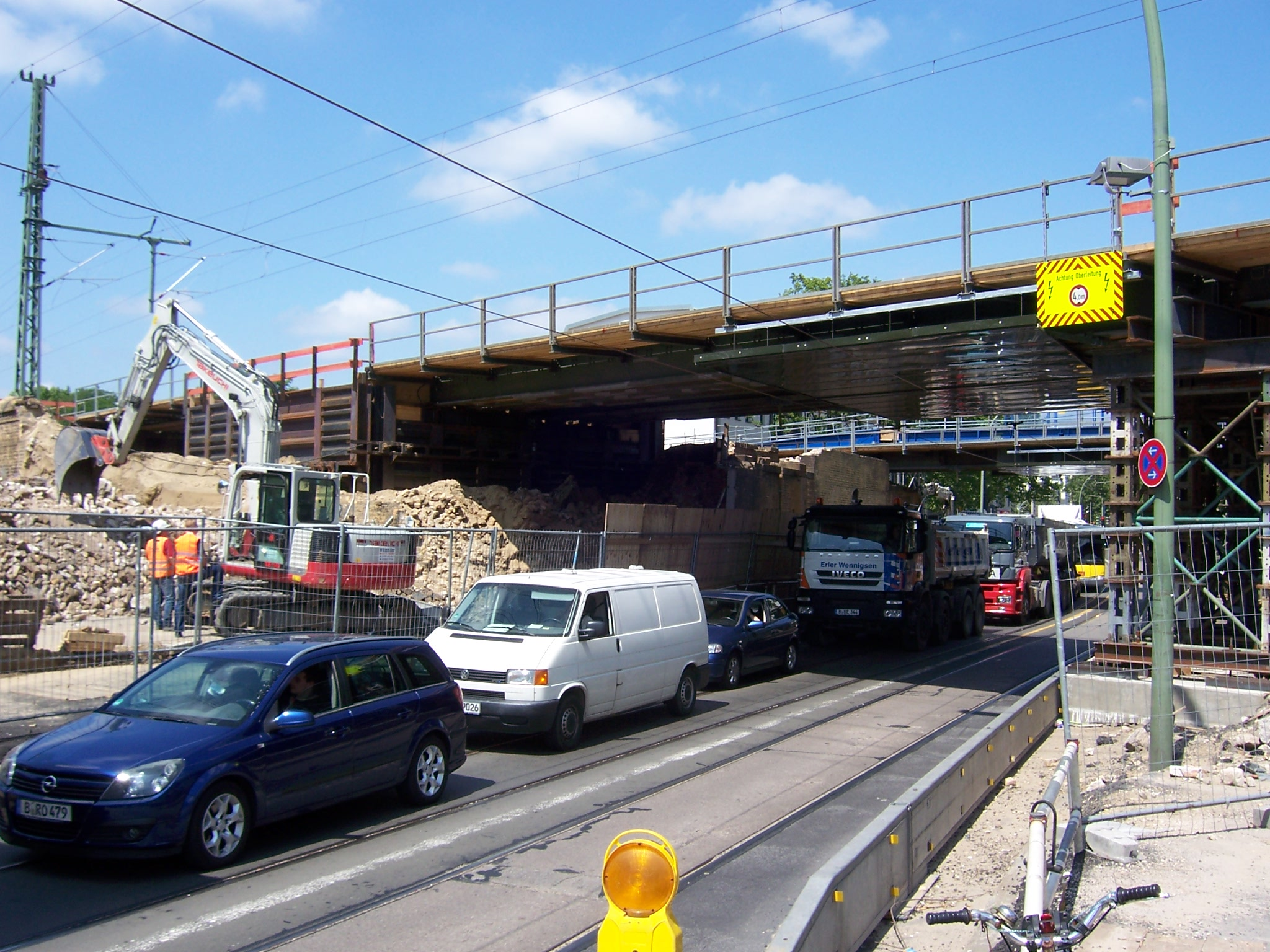
Travaux de démolition du viaduc ferroviaire de Treskowallee, 2012

Dans le cadre de la mise en œuvre du projet d'extension de la ligne d'extension Berlin-Francfort-sur-l'Oder (ABS), les voies ferrées longue distance dans la zone de la gare de Berlin-Karlshorst sont agrandies et le viaduc ferroviaire de Treskowallee est entièrement rénové. Le pont doit être reconstruit en raison de son âge et des dégâts importants. La largeur libre est de 15,75 mètres à 31,50 mètres agrandis. Dans le cadre de l'agrandissement de Treskowallee, l'arrêt de tramway est ensuite déplacé sous le pont, avec des arrêts en bord de route. La décision d’approbation de la planification associée est prise le 14 octobre 2011.
Après plusieurs reports, les travaux de construction débutent début 2012. Une durée de construction de deux ans et quatre mois est estimée. En mai 2012, les anciennes superstructures du pont sur le Treskowallee sont creusées et remplacées par des ponts auxiliaires afin que les culées puissent être reconstruites sous leur protection.
Deux des parties du pont fouillées sont des colonnes Hartung (de) qui ont été installées lors des travaux de rénovation en 1902 ; ils sont garés sur le chantier de construction de Lichtenberg.
Après l'achèvement des nouvelles culées, la première nouvelle superstructure en acier d'un poids de 240 tonnes peut être érigée en juin 2013 pour accueillir les deux voies ferrées longue distance. Les superstructures des deux voies du S-Bahn et du nouveau passage supérieur pour piétons sont posées début octobre 2013, après quoi l'exploitation du S-Bahn à double voie est rétablie. À l’époque, les travaux de construction doivent s’achever en avril 2014.

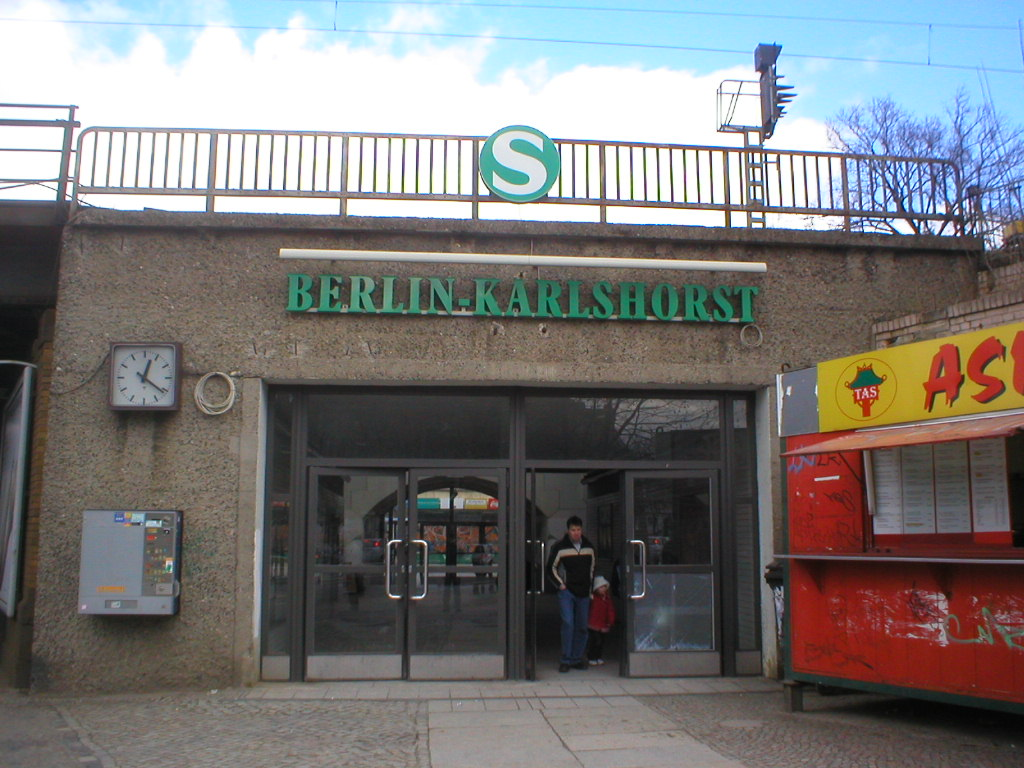
Entrée sud de la gare, 2005

Lors des travaux de construction du nouveau passage supérieur pour piétons, un accident se produit le 12 octobre 2013 vers 17 heures. Un tronçon de pont de sept tonnes tombe de six mètres jusqu'au sol du hall de la gare. Deux ouvriers du bâtiment sont grièvement blessés et un ouvrier du bâtiment est légèrement blessé. Une personne grièvement blessée décède après quelques heures à l'hôpital des accidents de Berlin (de). L'élément de pont écrasé ne peut être récupéré et utilisé qu'en février 2014. Le calendrier de réalisation est donc largement dépassé.

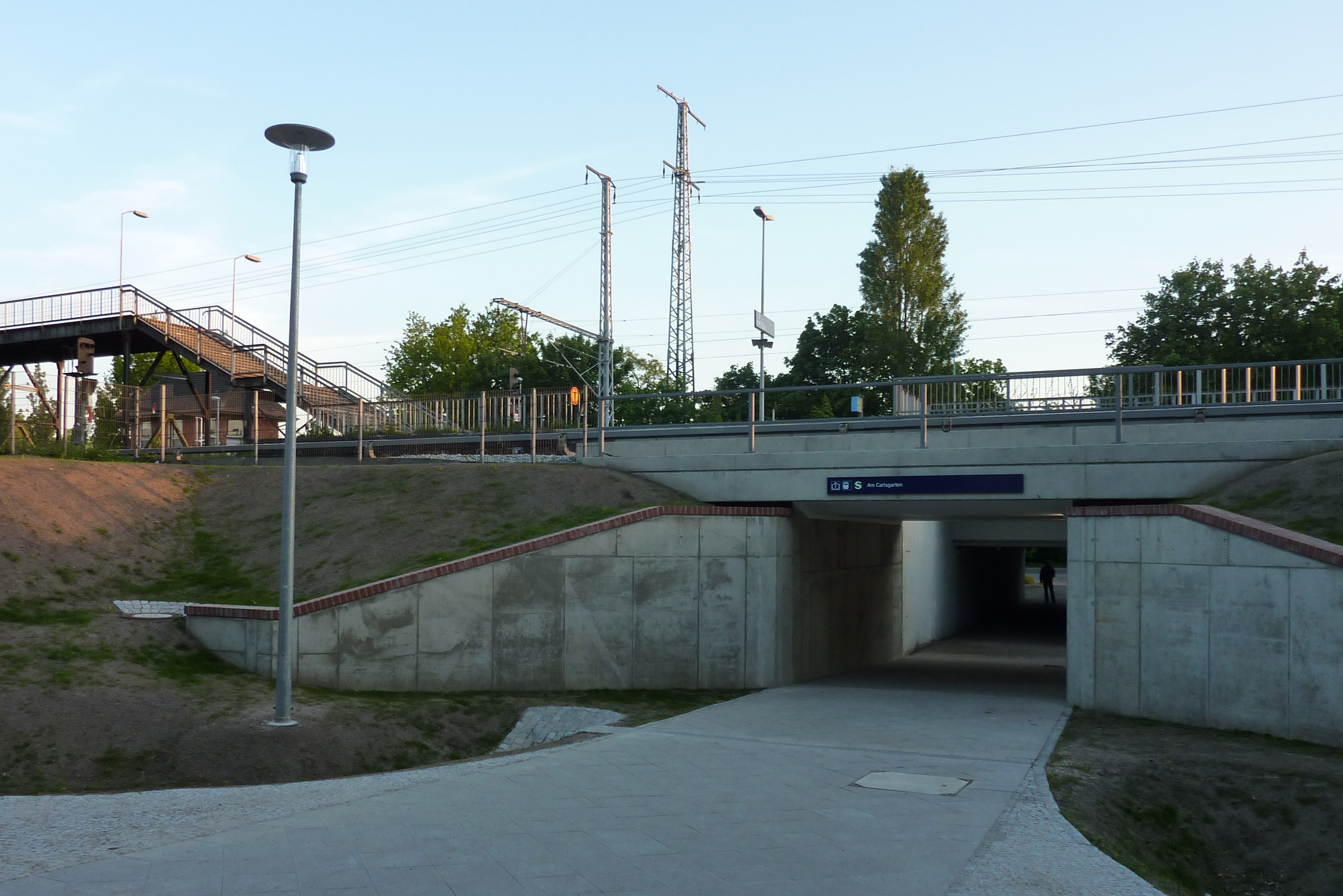
Accès Est au quai du S-Bahn entre Stolzenfelsstraße et Am Carlsgarten

En février 2015, une passerelle piétonne supplémentaire créé un accès supplémentaire du côté ouest de Treskowallee (avec un ascenseur et des escaliers). L'accès direct d'origine depuis Treskowallee dans la culée est rouvert et la billetterie y est supprimée.
Avec la mise en service du quai régional inférieur de la gare d'Ostkreuz le 10 décembre 2017, la gare régionale de Karlshorst est finalement été abandonnée. Un arrêt supplémentaire aurait conduit à des conflits d'itinéraires et à des déficits de temps tampon. En outre, la passerelle piétonne et les quais des trains régionaux sont en grande partie usés et auraient dû être reconstruits pour pouvoir continuer à fonctionner. Le démantèlement de ces systèmes est réalisé en 2018.
Une fois les travaux de construction du pont terminés, la rue Treskowallee est élargie et l'arrêt de tramway est déplacé sous le pont en coordination entre l'arrondissement de Lichtenberg, le BVG et le Berliner Wasserbetriebe (de). En raison de problèmes de coordination et d'un processus d'approbation de planification distinct nécessaire, le projet n'est achevé qu'en 2021. Depuis juillet 2018, le quai du S-Bahn est entièrement rénové, en tenant compte des exigences de protection des monuments, et la sortie Est également clôturée et son passage souterrain sous la voie ferrée longue distance a été reconstruit. Le coût de la rénovation est estimé à sept millions d'euros. En raison d'une préparation insuffisante de la planification, les travaux ne peuvent pas être achevés comme prévu pendant la fermeture totale de six semaines à l'été 2018. La plate-forme doit d'abord être préparée temporairement. Le bâtiment de surveillance classé a été démoli à bref délai et sans autorisation dans le cadre de travaux de rénovation.
L'objectif est de restaurer les colonnes Hartung encastrées de l'ancien pont ferroviaire sur le Treskowallee et de les exposer comme témoignage architectural dans la cour du musée Lichtenberg (de).

## Liaisons de transport
La gare de Karlshorst est desservie par la ligne S-Bahn S3 Spandau-Erkner. Depuis 1998, la gare n'est plus desservie par les trains régionaux en provenance de Potsdam via le périphérique sud de Berlin, qui circulent depuis la construction du Mur en 1961 (« Spoutnik (de) »). L'arrêt des trains express régionaux en direction de Francfort-sur-l'Oder est supprimé un an plus tard. Le 10 décembre 2017, le trafic régional à la gare de Karlshorst est interrompu. Plus récemment, les lignes desservent RE 7 Dessau (de)-Berlin-Aéroport Berlin-Schönefeld-Wünsdorf-Waldstadt et RB 14 Nauen-Berlin-Aéroport Berlin-Schönefeld. Environ 4 100 passagers par jour utilisent l'arrêt régional au cours du premier semestre 2017, la gare de S-Bahn est fréquentée par environ 12 000 passagers par jour (chiffre 2016). La gare est reliée au réseau de transports en commun par les lignes de tramway M17, 27 et 37 et les lignes de bus 296 et 396.